# Thieulloy-la-Ville

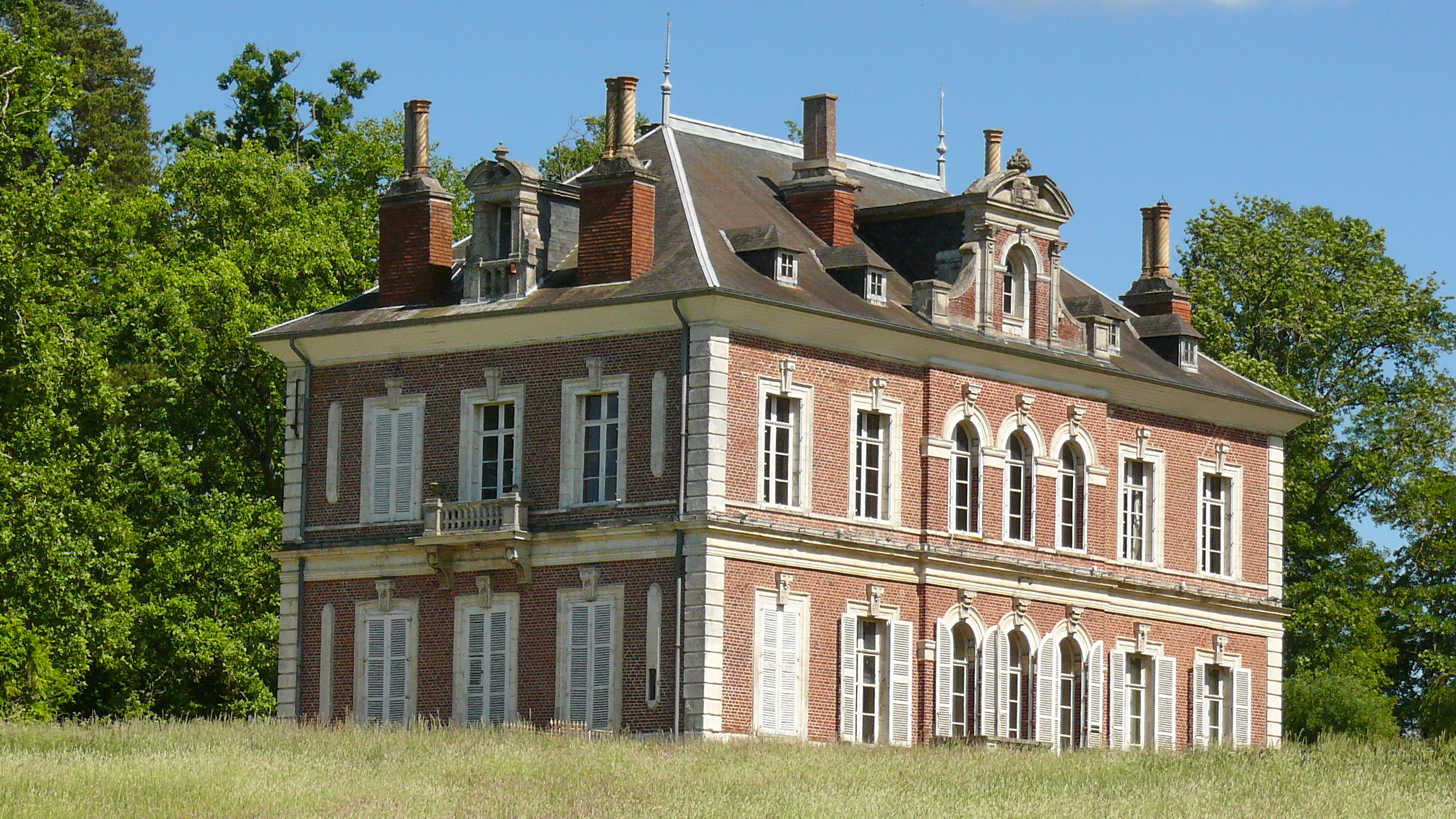
Kasteel

Thieulloy-la-Ville is een gemeente in het Franse departement Somme (regio Hauts-de-France) en telt 112 inwoners (2009). De plaats maakt deel uit van het arrondissement Amiens.

## Geografie
De oppervlakte van Thieulloy-la-Ville bedraagt 3,3 km², de bevolkingsdichtheid is dus 33,9 inwoners per km².
De onderstaande kaart toont de ligging van Thieulloy-la-Ville met de belangrijkste infrastructuur en aangrenzende gemeenten.

## Demografie
Onderstaande figuur toont het verloop van het inwonertal (bron: INSEE-tellingen).